# 八木沢峠
八木沢峠（やぎさわとうげ）は、福島県南相馬市原町区と相馬郡飯舘村の間にある峠。

## 概要
江戸時代前期に相馬中村藩と二本松藩によって開かれた相馬街道の難所であり、相馬藩の参勤交代路としても用いられた峠である。南相馬市から阿武隈高地に広がる飯舘村へ駆け上がる片勾配の峠であり、峠の頂上のすぐ麓に飯舘村八木沢集落が広がる。藩政時代の相馬街道は塩の道とも呼ばれ、現在の峠よりもさらに北側の旧峠を超え相馬市方面へ向かっていた。現在の植の畑林道のルートに相当する。

## 現道
福島県道12号原町川俣線の改良事業として1977年（昭和52年）に開通した道路である。つづら折れの続く旧道に対し谷筋を高さのある橋梁で越え、より緩やかなカーブ半径で建設されているものの、頂上付近では急カーブが連続していたが、2019年3月29日にこの区間の県道指定が解除され、八木沢トンネルに県道指定が一本化された。峠の麓にはチェーン着脱スペースが備えられており、南相馬市側は登坂車線が長く設置されている。一方飯舘村側は頂上に向かう直線路となっている。

### 道路施設

#### 橋梁
坂下橋
不動滝橋
沢見橋
1976年（昭和51年）完成。全長159m、幅員9m。現道中最大の道路構造物である。
八木沢橋

#### トンネル
八木沢トンネル
- 全長：2,345.0m
- 幅員：6.0（7.0）m
- 有効高：4.7m
- 工法：NATM工法（補助ベンチ付き全断面掘削（上下半同時併進）工法）
- 施工：飛島建設

東日本大震災以降、復興事業の本格化に伴い交通量が従来の2倍に増加し、また冬季の路面凍結に伴う交通事故や大雨による交通規制が頻発する難所であることから、峠の頂上付近の急勾配急カーブの続く区間をバイパスする長大トンネルが復興庁の復興予算が用いられる「ふくしま復興再生道路」の一つ、八木沢工区として2013年度より整備された。トンネルを含む全体の事業区間の総延長は2,800m。2014年当初は2018年秋の開通を見込んでいたが、相馬野馬追に間に合うよう7月の開通を目標に作業が行われ、トンネル防災設備や照明施設の整備が順調に進んだことから更に4ヶ月前倒しされ、2018年3月18日に開通した。総工費は48億7800万円。開通後、路面の清掃が不十分だったため、建設時のセメント粉塵が走行する車両により巻き上げられ、トンネル内の視界が大きく悪化したため開通式典から1時間半後に通行止めとなるトラブルが発生した。

## 旧道
1977年の現道開通までに利用されていた旧道は廃道とされ、一部では現在も遺構を確認できるものの現道建設の際やそれ以後の防災工事にて取り壊しや埋没された箇所も多い。